# Comté de Sharkey
Le comté de Sharkey est situé dans l’État du Mississippi, aux États-Unis. Il comptait 6 580 habitants en 2000. Son siège est Rolling Fork.